# 苻叡
苻睿（？—385年），五胡十六国前秦第3代皇帝（天王）苻堅之子。
357年，苻坚封弟弟苻融为阳平公，苻双为河南公，儿子苻丕为长乐公，苻晖为平原公，苻熙为广平公，苻睿为钜鹿公。380年，钜鹿公苻睿为雍州刺史。383年，东晋桓冲率领十万兵众讨伐前秦，攻打襄阳。苻坚派征南将军钜鹿公苻睿、冠军将军慕容垂等率领步骑兵五万救援襄阳，385年，雍州牧、钜鹿公苻睿为都督中外诸军事、卫大将军、录尚书事，配备五万士兵；左将军窦冲为长史，龙骧将军姚苌为司马，讨伐慕容泓。慕容泓准备逃奔关东。苻睿鲁莽轻敌，想要迅速出兵半路拦截。不听姚苌劝谏，在华泽交战，苻睿军失败，苻睿被慕容泓所杀。